# Distretto di İhsaniye
Il distretto di İhsaniye (in turco İhsaniye ilçesi) è uno dei distretti della provincia di Afyonkarahisar, in Turchia.